# Miyoko Hirose
Miyoko Hirose, född 5 mars 1959 i Kobe, är en japansk före detta volleybollspelare.
Hirose blev olympisk bronsmedaljör i volleyboll vid sommarspelen 1984 i Los Angeles.